# Zonsverduisteringen van 1901 t/m 1910
De periode 1901 t/m 1910 bevat 23 zonsverduisteringen. Deze zijn onderverdeeld in de volgende typen:
- 7 totale
- 6 ringvormige
- 2 hybride
- 8 gedeeltelijke

## Overzicht
Onderstaand overzicht bevat alle details van deze zonsverduisteringen.
| Datum        | UTC op Max | Type         | Stijl                     | Saros nr | Magni- tude | Lengte op Max | Regio's in het gehele eclipsgebied                                                                             | Regio's met het eclipspad                                         |
| ------------ | ---------- | ------------ | ------------------------- | -------- | ----------- | ------------- | --- | ----------------------------------------------------------------- |
| 18 mei 1901  | 05:33:48   | totaal       | centraal                  | 136      | 1.068       | 06m29s        | zuidelijk Azië, Australië, oostelijk Afrika                                                                    | Indonesië, Nieuw Guinea, Madagaskar                               |
| 11 nov. 1901 | 07:28:22   | ringvormig   | centraal                  | 141      | 0.922       | 11m01s        | noordoostelijk Afrika, Azië, westelijk Europa                                                                  | noordoostelijk Afrika, India, Sri Lanka, zuidoostelijk Azië       |
| 8 apr. 1902  | 14:05:06   | gedeeltelijk | laatste eclips Sarosserie | 108      | 0.064       | -             | noordelijk Canada                                                                                              |                                                                   |
| 7 mei 1902   | 22:34:16   | gedeeltelijk |                           | 146      | 0.859       | -             | Nieuw-Zeeland, zuidelijke Grote Oceaan                                                                         |                                                                   |
| 31 okt. 1902 | 08:00:18   | gedeeltelijk |                           | 151      | 0.696       | -             | centraal Azië, oostelijk Europa                                                                                |                                                                   |
| 29 mrt. 1903 | 01:35:23   | ringvormig   | centraal                  | 118      | 0.977       | 01m53s        | oostelijk Azië, noordwestelijk Noord-Amerika                                                                   | China, Mongolië, Rusland, Canada                                  |
| 21 sep. 1903 | 04:39:52   | totaal       | centraal                  | 123      | 1.032       | 02m12s        | zuidoostelijk Afrika, zuidpoolgebied, zuidelijk Australië, Nieuw-Zeeland                                       | zuidpoolgebied, zuidelijke Indische Oceaan                        |
| 17 mrt. 1904 | 05:40:45   | ringvormig   | centraal                  | 128      | 0.937       | 08m07s        | oostelijk Afrika, zuidelijk Azië                                                                               | Tanzania, Mozambique, Cambodja, Laos, Vietnam, Myanmar            |
| 9 sep. 1904  | 20:44:21   | totaal       | centraal                  | 133      | 1.071       | 06m20s        | Atlantische Oceaan, noordwestelijk Zuid-Amerika                                                                | centrale Atlantische Oceaan, Chili                                |
| 6 mrt. 1905  | 05:12:27   | ringvormig   | centraal                  | 138      | 0.927       | 07m58s        | Australië, zuidpoolgebied, zuidelijk Indië                                                                     | Australië                                                         |
| 30 aug. 1905 | 13:07:26   | totaal       | centraal                  | 143      | 1.048       | 03m46s        | noordoostelijk Noord-Amerika, noordelijk Afrika, Europa, westelijk Azië                                        | Canada, Spanje, Algerije, Tunesië, Libië, Egypte, Saoedi-Arabië   |
| 23 feb. 1906 | 07:43:21   | gedeeltelijk |                           | 148      | 0.539       | -             | zuidpoolgebied, Australië                                                                                      |                                                                   |
| 21 juli 1906 | 13:14:20   | gedeeltelijk |                           | 115      | 0.336       | -             | zuidelijk Zuid-Amerika                                                                                         |                                                                   |
| 20 aug. 1906 | 01:12:50   | gedeeltelijk |                           | 153      | 0.315       | -             | noordelijk Azië, noordelijk Noord-Amerika                                                                      |                                                                   |
| 14 jan. 1907 | 06:05:43   | totaal       | centraal                  | 120      | 1.028       | 02m25s        | centraal Azië, noordoostelijk Afrika                                                                           | Rusland, centraal Azië                                            |
| 10 juli 1907 | 15:24:33   | ringvormig   | centraal                  | 125      | 0.946       | 07m23s        | Zuid-Amerika, Midden-Amerika, zuidpoolgebied                                                                   | Chili, Bolivia, Brazilië                                          |
| 3 jan. 1908  | 21:45:22   | totaal       | centraal                  | 130      | 1.044       | 04m14s        | noordoostelijk Australië, westelijk Noord-Amerika, noordwestelijk Zuid-Amerika                                 | Atlantische Oceaan, Costa Rica                                    |
| 28 juni 1908 | 16:29:51   | ringvormig   | centraal                  | 135      | 0.965       | 04m00s        | Noord-Amerika, Groenland, Midden-Amerika, noordelijk Zuid-Amerika, noordwestelijk Afrika, zuidwestelijk Europa | Mexico, Verenigde Staten, Mauritanië, Senegal, Mali, Burkina Faso |
| 23 dec. 1908 | 11:44:28   | hybride      | centraal                  | 140      | 1.002       | 00m12s        | Zuid-Amerika, zuidpoolgebied, zuidelijk Afrika                                                                 | Chili, Argentinië, Uruguay, zuidelijke Atlantische Oceaan         |
| 17 juni 1909 | 23:18:38   | hybride      | centraal                  | 145      | 1.006       | 00m24s        | noordoostelijk Azië, noordelijk Noord-Amerika                                                                  | Rusland, Canada, Groenland                                        |
| 12 dec. 1909 | 19:44:48   | gedeeltelijk |                           | 150      | 0.542       | -             | zuidpoolgebied, Nieuw-Zeeland                                                                                  |                                                                   |
| 9 mei 1910   | 05:42:13   | totaal       | centraal                  | 117      | 1.060       | 04m15s        | zuidpoolgebied, Australië, zuidelijk Indië                                                                     | zuidpoolgebied, Tasmanië                                          |
| 2 nov. 1910  | 02:08:32   | gedeeltelijk |                           | 122      | 0.852       | -             | noordoostelijk Azië, noordelijke Grote Oceaan                                                                  |                                                                   |

### Legenda
| Kolomhoofd                         | Uitleg                                                                                                |
| ---------------------------------- | --- |
| Datum                              | Datum op het moment van het maximum van de eclips                                                     |
| UTC op Max                         | Tijd in UTC op het moment van het maximum van de eclips                                               |
| Type                               | Type van de eclips                                                                                    |
| Stijl                              | Binnen een type zijn verschillende stijlen mogelijk                                                   |
| Sarosnr                            | Het nr van de sarosreeks waartoe de eclips behoord                                                    |
| Magnitude                          | Percentage van verduistering van de middellijn van de zon op het moment van het maximum van de eclips |
| Lengte op Max                      | Tijdsduur van de eclips op de plek met het maximum                                                    |
| Regio's in het gehele eclipsgebied | Gebieden waar de eclips of een gedeelte ervan te zien is                                              |
| Landen met het eclipspad           | Landen waar de eclips totaal of ringvormig te zien is                                                 |